# دانبي (فيرمونت)
دانبي (بالإنجليزية: Danby, Vermont)‏ هي بلدة تقع بولاية فيرمونت في الولايات المتحدة. تبلغ مساحتها 107.6 (كم²)، وترتفع عن سطح البحر 436 م، بلغ عدد سكانها 1311 نسمة في عام 2010 حسب إحصاء مكتب تعداد الولايات المتحدة .

## أعلام
- سيلاس إل. غريفيث
- جون جي. أوتيس
- كارول ويليام دودغ
- بيرل باك

## وصلات خارجية
- The US50 - Cities and Towns in Vermont State
- Vermont Cities and Towns, Facts, Map, Flag, Colleges, Government, and More